# Karl Vilhelm Sparre

Jan de Baen, Karl Wilhelm Sparre

Karl Vilhelm Sparre, född 19 juli 1661, död 27 oktober 1709, var en svensk friherre och militär. Han var son till landshövdingen Erik Karlsson Sparre och Elisabet Banér.
Sparre var från 1688 överstelöjtnant i det tyska regemente som under överste Putbus var i svensk tjänst. Han var därefter framgångsrik general i nederländsk tjänst i spanska tronföljdskriget och deltog och sårades i slaget vid Stekene i Flandern 1703. Som en av de tre generalerna under Ouwerkerks ledning deltog Sparre i belägringen av Ostende 1706. I krigets blodigaste drabbning, slaget vid Malplaquet nära Mons den 11 september 1709, förde Sparre befäl på yttersta vänstra flygeln och blev där dödligt sårad.